# Олт (жудец)
Жуде́ц Олт (рум. Judeţul Olt) — румынский жудец в регионе Валахия.

## География
Жудец занимает территорию в 5498 км².
Граничит с жудецом Телеорман — на востоке, Долж — на западе, Арджеш и Вылча — на севере и с Врацкой и Плевенской областями Болгарии — на юге.

## Население
В 2011 году население жудеца составляло 415 530 человек, плотность населения — 75,58 чел./км².
| Год  | Население |
| ---- | --------- |
| 1930 | 380 663   |
| 1948 | 442 442   |
| 1956 | 458 982   |
| 1966 | 476 513   |
| 1977 | 518 804   |
| 1992 | 523 291   |
| 2002 | 489,274   |
| 2007 | 475 702   |
| 2011 | 415 530   |

## Административное деление
В жудеце находятся 2 муниципия, 6 городов и 104 коммуны.

### Муниципии
- Слатина (Slatina)
- Каракал (Caracal)

### Города

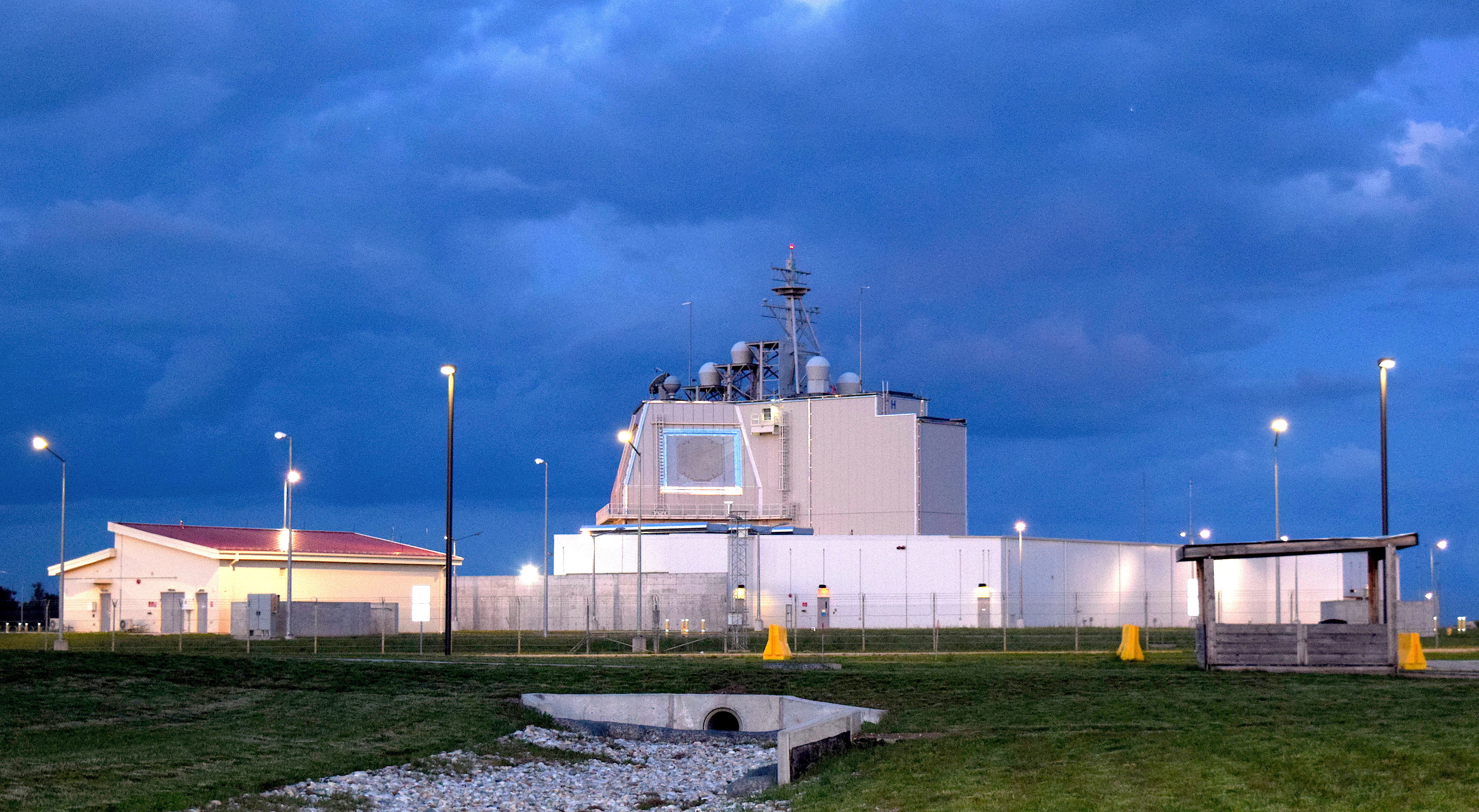
Военная база в Девеселу

- Балш (Balş)
- Корабия (Corabia)
- Дрэгэнешти-Олт (Drăgănești-Olt)
- Пятра-Олт (Piatra Olt)
- Поткоава (Potcoava)
- Скорничешти (Scorniceşti)

### Коммуны
| - - Балдовинешти - Бобичешти - Браставэцу - Бребени - Брынковени - Бучинишу - Бэбичу - Бэлтени - Бэрэшти - Бырза - Валя-Маре - Вергуляса - Витомирешти - Вишина - Вишина-Ноуэ - Влэдила - Войняса - Вулпени - Вултурешти | - - Вылчеле - Вэдастра - Вэдастрица - Вэлени - Гимпецени - Гоставэцу - Грождибоду - Грэдинари - Грэдиниле - Гура-Падиний - Гырков - Гэвэнешти - Гэняса - Девеселу - Джувэрэшти - Добрецу - Добрословени - Добротяса - Добрун | - - Дрэгичени - Дэняса - Избичени - Извоареле - Икоана - Ипотешти - Колонешти - Корбу - Котяны - Крымпоя - Кунгря - Куртишоара - Кырлогани - Кэлуй - Леляска - Милков - Михэешти - Мовилени - Морунглав | - - Мэрунцей - Николае Титулеску - Обога - Обыршия - Опорелу - Опташи-Мэгура - Орля - Осика-де-Жос - Осика-де-Сус - Периеци - Плешою - Побору - Присяка - Пыршковени - Радомирешти - Редя - Ротунда - Русэнешти - Сымбурешти | - - Скэришоара - Скиту - Слэтьоара - Спинени - Спрынчената - Стоенешти - Стойкэнешти - Стрежешти - Студина - Сырбий-Мэгура - Сяка - Теслуй - Тия-Маре - Топана - Траян - Туфени - Тэтулешти - Урзика - Фэгецелу | - - Фэлкою - Фэркашеле - Чезьени - Чилиени - Шербэнешти - Шопырлица - Штефан-чел-Маре - Янка - Янку-Жиану |